# Zakiyah
Zakyah (tiếng Ả Rập: زاكية) là một thị trấn của Syria nằm ở Markaz Rif Dimashq, Rif Dimashq. Theo Cục Thống kê Trung ương Syria (CBS), Zakiyah có dân số 18.553 người trong cuộc điều tra dân số năm 2004.